# Leichtathletik-U20-Weltmeisterschaften 2016
Die 16. Leichtathletik-U20-Weltmeisterschaften fanden vom 19. bis 24. Juli 2016 im Zdzisław-Krzyszkowiak-Stadion in der polnischen Stadt Bydgoszcz statt.

## Bewerbung
Im April 2013 hatte der Leichtathletik-Weltverband IAAF die Veranstaltung ursprünglich an die russische Stadt Kasan vergeben. Nach Enthüllungen über systematisches Doping in Russland suspendierte die IAAF allerdings die gesamtrussische Leichtathletik-Föderation im November 2015. In der Folge entzog die IAAF Kasan die Austragungsrechte der U20-Weltmeisterschaften und startete einen beschleunigten Bewerbungsprozess für die Neuvergabe. Dabei setzte sich Bydgoszcz (Polen) als einziger Kandidat durch. Neu-Delhi (Indien) und Perth (Australien) hatten zwar zunächst Interesse bekundet, aber schließlich keine offiziellen Bewerbungen eingereicht.
Damit fanden die U20-Weltmeisterschaften zum zweiten Mal nach 2008 in Bydgoszcz statt. Die Stadt verfügt über eine langjährige Erfahrung mit der Ausrichtung von Leichtathletikwettbewerben und war unter anderem Gastgeber der Jugendweltmeisterschaften 1999 sowie der Crosslauf-Weltmeisterschaften 2010 und 2013.

## Männer

### 100 m
| Platz | Athlet                  | Land | Zeit (s) |
| ----- | ----------------------- | ---- | -------- |
| 1     | Noah Lyles              | USA  | 10,17    |
| 2     | Filippo Tortu           | ITA  | 10,24    |
| 3     | Mario Burke             | BAR  | 10,26    |
| 4     | Tlotliso Leotlela       | RSA  | 10,28    |
| 5     | Paulo André de Oliveira | BRA  | 10,29    |
| 6     | Raheem Chambers         | JAM  | 10,30    |
| 7     | Derick Silva            | BRA  | 10,37    |
| 8     | Rechmial Miller         | GBR  | 16,18    |

### 200 m
| Platz | Athlet            | Land | Zeit (s) |
| ----- | ----------------- | ---- | -------- |
| 1     | Michael Norman    | USA  | 20,17 CR |
| 2     | Tlotliso Leotlela | RSA  | 20,59    |
| 3     | Nigel Ellis       | JAM  | 20,63    |
| 4     | Clarence Munyai   | RSA  | 20,77    |
| 5     | Yang Chun-han     | TPE  | 20,81    |
| 6     | Roger Gurski      | GER  | 20,81    |
| 7     | Cameron Tindle    | GBR  | 20,82    |
| 8     | Jun Yamashita     | JPN  | 20,94    |

### 400 m
| Platz | Athlet             | Land | Zeit (s) |
| ----- | ------------------ | ---- | -------- |
| 1     | Abdalelah Haroun   | QAT  | 44,81 SB |
| 2     | Wilbert London III | USA  | 45,27 PB |
| 3     | Karabo Sibanda     | BOT  | 45,45    |
| 4     | Geoffrey Kiprotich | KEN  | 45,64    |
| 5     | Kahmari Montgomery | USA  | 46,48    |
| 6     | Anthony Zambrano   | COL  | 46,50    |
| 7     | Kazuki Matsukiyo   | JPN  | 46,69 PB |
| 8     | Naoki Kitadani     | JPN  | 47,15    |

### 800 m
| Platz | Athlet               | Land | Zeit (min) |
| ----- | -------------------- | ---- | ---------- |
| 1     | Kipyegon Bett        | KEN  | 1:44,95 SB |
| 2     | Willy Kiplimo Tarbei | KEN  | 1:45,50    |
| 3     | Mostafa Smaili       | MAR  | 1:46,02    |
| 4     | Jesús Tonatiú López  | MEX  | 1:46,70    |
| 5     | Robert Heppenstall   | CAN  | 1;47,33    |
| 6     | Riadh Chninni        | TUN  | 1:47,38    |
| 7     | Brian Bell           | USA  | 1:47,68    |
| 8     | Gorata Gabankitse    | BOT  | 1:48,40    |

### 1500 m
| Platz | Athlet            | Land | Zeit (min) |
| ----- | ----------------- | ---- | ---------- |
| 1     | Kumari Taki       | KEN  | 3:48,63    |
| 2     | Taresa Tolosa     | ETH  | 3:48,77    |
| 3     | Anthony Kiptoo    | KEN  | 3:49,00    |
| 4     | Baptiste Mischler | FRA  | 3:49,52    |
| 5     | Ajay Kumar Saroj  | IND  | 3:49,52    |
| 6     | Matthew Ramsden   | AUS  | 3:50,50    |
| 7     | Jordi Torrents    | ESP  | 3:50,93    |
| 8     | Asres Guadie      | ETH  | 3:50,95    |

### 5000 m
| Platz | Athlet            | Land | Zeit (min)   |
| ----- | ----------------- | ---- | ------------ |
| 1     | Selemon Barega    | ETH  | 13:21,21 PB  |
| 2     | Jamal Abdi Dirieh | DJI  | 13:21,50 NJR |
| 3     | Wesley Ledama     | KEN  | 13:23,34 PB  |
| 4     | Yeneblo Biyazen   | ETH  | 13:28,41 PB  |
| 5     | Aron Kifle        | ERI  | 13:31,09     |
| 6     | Moses Koech       | KEN  | 13:35,10 SB  |
| 7     | Awet Habte        | ERI  | 13:50,60     |
| 8     | Elzan Bibić       | SRB  | 13:51,40 NJR |

### 10.000 m
| Platz | Athlet                 | Land | Zeit (min)     |
| ----- | ---------------------- | ---- | -------------- |
| 1     | Rodgers Chumo          | KEN  | 27:25,23 CR PB |
| 2     | Aron Kifle             | ERI  | 27:26,20 NJR   |
| 3     | Jacob Kiplimo          | UGA  | 27:26,68 PB    |
| 4     | Amedework Walelegn     | ETH  | 28:00,14 PB    |
| 5     | Gizachew Hailu         | ETH  | 28:09,57 PB    |
| 6     | Ronald Kiprotich Kirui | KEN  | 28:13,43 PB    |
| 7     | Mogos Shumay           | ERI  | 28:23,76       |
| 8     | Martin Musau           | UGA  | 28:34,33       |

### 10 km Gehen
| Platz | Athlet           | Land | Zeit (min)   |
| ----- | ---------------- | ---- | ------------ |
| 1     | Callum Wilkinson | GBR  | 40:41,62 WJL |
| 2     | Jhonatan Amores  | ECU  | 40:43,33 PB  |
| 3     | Salih Korkmaz    | TUR  | 40:45,53 NJR |
| 4     | Yohanis Algaw    | ETH  | 40:55,96 AJR |
| 5     | Zhu Guowen       | CHN  | 41:01,33     |
| 6     | Bai Liga         | CHN  | 41:06,14     |
| 7     | Noel Chama       | MEX  | 41:29,28     |
| 8     | Leo Köpp         | GER  | 41:33,10 PB  |

### 110 m Hürden
| Platz | Athlet           | Land | Zeit (s)  |
| ----- | ---------------- | ---- | --------- |
| 1     | Marcus Krah      | USA  | 13,25 PB  |
| 2     | Amere Lattin     | USA  | 13,30 PB  |
| 3     | Takumu Furuya    | JPN  | 13,31 AJR |
| 4     | De’Jour Russell  | JAM  | 13,39     |
| 5     | Dawid Żebrowski  | POL  | 13,45 PB  |
| 6     | Michael Nicholls | BAR  | 13,45     |
| 7     | James Weaver     | GBR  | 13,51     |
| 8     | Matthew Treston  | GBR  | 13,55     |

### 400 m Hürden
| Platz | Athlet                | Land | Zeit (s)  |
| ----- | --------------------- | ---- | --------- |
| 1     | Jaheel Hyde           | JAM  | 49,03     |
| 2     | Taylor McLaughlin     | USA  | 49,45 PB  |
| 3     | Kyron McMaster        | IVB  | 49,56 NJR |
| 4     | Mikael de Jesús       | BRA  | 50,06     |
| 5     | Tatsuhiro Yamamoto    | JPN  | 50,99     |
| 6     | Gong Debin            | CHN  | 51,03     |
| 7     | Yoshiro Watanabe      | JPN  | 51,09     |
| 8     | Mohamed Farès Jelassi | TUN  | 52,14     |

### 3000 m Hindernis
| Platz | Athlet                | Land | Zeit (min)  |
| ----- | --------------------- | ---- | ----------- |
| 1     | Amos Kirui            | KEN  | 8:20,43 WJL |
| 2     | Yemane Haileselassie  | ERI  | 8:22,67     |
| 3     | Getnet Wale           | ETH  | 8:22,83 PB  |
| 4     | Vincent Kipyegon Ruto | KEN  | 8:22,84     |
| 5     | Yohanes Chiappinelli  | ITA  | 8:32,66 NJR |
| 6     | Abdelkarim Ben Zahra  | MAR  | 8:34,28 PB  |
| 7     | Albert Chemutai       | UGA  | 8:37,76 PB  |
| 8     | Kidanemariam Dessie   | ETH  | 8:39,92     |

### 4 × 100 m Staffel
| Platz | Land                   | Athleten                                                        | Zeit (s)  |
| ----- | ---------------------- | --------------------------------------------------------------- | --------- |
| 1     | Vereinigte Staaten     | Michael Norman Hakim Montgomery Brandon Taylor Noah Lyles       | 38,92 WJL |
| 2     | Japan                  | Ippei Takeda Jun Yamashita Wataru Inuzuka Kenta Oshima          | 39,01 AJR |
| 3     | Deutschland            | Roger Gurski Thomas Barthel Niels Torben Giese Manuel Eitel     | 39,13 NJR |
| 4     | Jamaika                | Raheem Chambers Nigel Ellis Jhevaughn Matherson De’Jour Russell | 39,13 SB  |
| 5     | Australien             | Trae Williams Jack Hale Cameron Searle Nicholas Andrews         | 39,57 SB  |
| 6     | Vereinigtes Königreich | Zanson Plummer Oliver Bromby Ryan Gorman Gerald Matthew         | 39,57 SB  |
| 7     | Italien                | Nicholas Artuso Freider Fornasari Andrea Federici Filippo Tortu | 40,02 SB  |
| 8     | Polen                  | Jakub Galandziej Adrian Wesela Damian Sztejkowski Eryk Hampel   | 40,25     |

### 4 × 400 m Staffel
| Platz | Land                | Athleten                                                          | Zeit (min)  |
| ----- | ------------------- | ----------------------------------------------------------------- | ----------- |
| 1     | Vereinigte Staaten  | Champion Allison Ari Cogdell Kahmari Montgomery Wilbert London    | 3:02,39 WJL |
| 2     | Botswana            | Omphemetse Poo Baboloki Thebe Karabo Sibanda Xholani Talane       | 3:02,81 AJR |
| 3     | Jamaika             | Anthony Carpenter Sean Bailey Terry Thomas Christopher Taylor     | 3:04,83 SB  |
| 4     | Japan               | Mizuki Obuchi Naoki Kitadani Yoshiro Watanabe Kazuki Matsukiyo    | 3:07,02 SB  |
| 5     | Deutschland         | Manuel Sanders Julian Wagner Fabian Dammermann Marvin Schlegel    | 3:08,13 SB  |
| 6     | Trinidad und Tobago | Jacob St.Clair Dwight St. Hillaire Judah Taylor Kashief King      | 3:08,28 SB  |
| 7     | Indien              | Kiran Murugan Santhosh Kumar Tamilarasan Pankaj Pankaj Amoj Jacob | 3:09,14     |
|       | Italien             | Umberto Mezzaluna Vladimir Aceti Brayan Lopez Alessandro Sibilio  | DSQ         |

### Hochsprung
| Platz | Athlet               | Land | Höhe (m) |
| ----- | -------------------- | ---- | -------- |
| 1     | Luis Zayas           | CUB  | 2,27 WJL |
| 2     | Darius Carbin        | USA  | 2,25 PB  |
| 3     | Mahamat Hamdi        | QAT  | 2,23 PB  |
| 4     | Oleksandr Barannikow | UKR  | 2,21     |
| 5     | John Dodds           | AUS  | 2,21 PB  |
| 6     | Yuji Hiramatsu       | JPN  | 2,21     |
| 7     | Jah-Nhai Perinchief  | BER  | 2,18     |
| 8     | Maksim Nedassekau    | BLR  | 2,18     |

### Stabhochsprung
| Platz | Athlet                     | Land | Höhe (m) |
| ----- | -------------------------- | ---- | -------- |
| 1     | Deakin Volz                | USA  | 5,65 PB  |
| 2     | Kurtis Marschall           | AUS  | 5,55     |
| 3     | Armand Duplantis           | SWE  | 5,45     |
| 4     | Emmanouil Karalis          | GRE  | 5,40     |
| 5     | Adam Hague                 | GBR  | 5,40     |
| 6     | Masaki Ejima               | JPN  | 5,35     |
| 7     | Christopher Nilsen         | USA  | 5,35     |
| 8     | Muntadher Falih Abdulwahid | IRQ  | 5,30     |
| 8     | Wladyslaw Malychin         | UKR  | 5,30     |

### Weitsprung
| Platz | Athlet                 | Land | Weite (m) |
| ----- | ---------------------- | ---- | --------- |
| 1     | Maykel Massó           | CUB  | 8,00      |
| 2     | Miltiadis Tendoglou    | GRE  | 7,91      |
| 3     | Darcy Roper            | AUS  | 7,88 SB   |
| 4     | Yasser Triki           | ALG  | 7,81 NJR  |
| 5     | Juan Miguel Echevarría | CUB  | 7,78      |
| 6     | Ja'Mari Ward           | USA  | 6,68      |
| 7     | Shemaiah James         | AUS  | 7,59      |
| 8     | Jakub Andrzejczak      | POL  | 7,45      |

### Dreisprung
| Platz | Athlet              | Land | Weite (m) |
| ----- | ------------------- | ---- | --------- |
| 1     | Lázaro Martínez     | CUB  | 17,06 WJL |
| 2     | Cristian Nápoles    | CUB  | 16,62     |
| 3     | Melvin Raffin       | FRA  | 16,37     |
| 4     | Philipp Kronsteiner | AUT  | 16,25 NJR |
| 5     | Jinsuok Sung        | KOR  | 16,11     |
| 6     | Jordan Scott        | JAM  | 16,01 PB  |
| 7     | Liu Mingxuan        | CHN  | 16,01     |
| 8     | Miguel van Assen    | SUR  | 15,75     |

### Kugelstoßen
| Platz | Athlet            | Land | Weite (m) |
| ----- | ----------------- | ---- | --------- |
| 1     | Bronson Osborn    | USA  | 21,27 PB  |
| 2     | Wictor Petersson  | SWE  | 20,65 PB  |
| 3     | Adrian Piperi     | USA  | 20,62 PB  |
| 4     | Szymon Mazur      | POL  | 20,40 PB  |
| 5     | Tobias Köhler     | GER  | 19,76 PB  |
| 6     | Burger Lambrechts | RSA  | 19,61     |
| 7     | Marcus Thomsen    | NOR  | 19,39     |
| 8     | Jason van Rooyen  | RSA  | 19,38     |

Der Erste Konrad Bukowiecki und der Zweite Andrei Toader wurden nachträglich disqualifiziert.

### Diskuswurf
| Platz | Athlet                | Land | Weite (m) |
| ----- | --------------------- | ---- | --------- |
| 1     | Moaaz Mohamed Ibrahim | QAT  | 63,63 NJR |
| 2     | Oskar Stachnik        | POL  | 62,83 PB  |
| 3     | Hleb Schuk            | BLR  | 61,70 PB  |
| 4     | Wictor Petersson      | SWE  | 61,23 PB  |
| 5     | Konrad Bukowiecki     | POL  | 59,71     |
| 6     | Clemens Prüfer        | GER  | 59,10     |
| 7     | Cheng Yulong          | CHN  | 58,81     |
| 8     | Shinichi Yukinaga     | JPN  | 58,50 PB  |

### Hammerwurf
| Platz | Athlet             | Land | Weite (m) |
| ----- | ------------------ | ---- | --------- |
| 1     | Bence Halász       | HUN  | 80,93     |
| 2     | Hlib Piskunow      | UKR  | 79,58 PB  |
| 3     | Aleksi Jaakkola    | FIN  | 77,88     |
| 4     | Dániel Rába        | HUN  | 76,71     |
| 5     | Alberto González   | ESP  | 75,72 PB  |
| 6     | Ahmed Tarek Ismail | EGY  | 74,42     |
| 7     | Ned Weatherly      | AUS  | 73,75 PB  |
| 8     | Adam Kelly         | USA  | 73,17 PB  |

### Speerwurf
| Platz | Athlet               | Land | Weite (m) |
| ----- | -------------------- | ---- | --------- |
| 1     | Neeraj Chopra        | IND  | 86,48 WJR |
| 2     | Johan Grobler        | RSA  | 80,59 PB  |
| 3     | Anderson Peters      | GRN  | 79,65 NJR |
| 4     | Emin Öncel           | TUR  | 75,20     |
| 5     | Alexandru Novac      | ROU  | 72,91     |
| 6     | Márk Xavér Schmölcz  | HUN  | 72,66     |
| 7     | Harry Hughes         | GBR  | 72,22     |
| 8     | Sachar Mischtschenko | UKR  | 71,21     |

### Zehnkampf
| Platz | Athlet           | Land | Punkte   |
| ----- | ---------------- | ---- | -------- |
| 1     | Niklas Kaul      | GER  | 8162 CR  |
| 2     | Maksim Andralojz | BLR  | 8046 NJR |
| 3     | Johannes Erm     | EST  | 7879 NJR |
| 4     | Santiago Ford    | CUB  | 7819     |
| 5     | Toralv Opsal     | NOR  | 7815 NJR |
| 6     | Jan Ruhrmann     | GER  | 7795     |
| 7     | Rik Taam         | NED  | 7699     |
| 8     | Cale Wagner      | USA  | 7510     |

## Frauen

### 100 m
| Platz | Athletin         | Land | Zeit (s)  |
| ----- | ---------------- | ---- | --------- |
| 1     | Candace Hill     | USA  | 11,07 CR  |
| 2     | Ewa Swoboda      | POL  | 11,12 NJR |
| 3     | Khalifa St. Fort | TTO  | 11,18     |
| 4     | Imani Lansiquot  | GBR  | 11,37     |
| 5     | Evelin Rivera    | COL  | 11,59     |
| 6     | Hannah Brier     | GBR  | 11,60     |
| 7     | Iman Essa Jasim  | BHR  | 11,60     |
| 8     | Mercy Ntia-Obong | NGR  | 11,79     |

### 200 m
| Platz | Athletin         | Land | Zeit (s)    |
| ----- | ---------------- | ---- | ----------- |
| 1     | Edidiong Odiong  | BHR  | 22,84 NU20R |
| 2     | Evelin Rivera    | COL  | 23,21 NU20R |
| 3     | Estelle Raffai   | FRA  | 23,48       |
| 4     | Jenae Ambrose    | BAH  | 23,53       |
| 5     | Taylor Bennett   | USA  | 23,55       |
| 6     | Ashlan Best      | CAN  | 23,68       |
| 7     | Finette Agyapong | GBR  | 23,74       |
|       | Sada Williams    | BAR  | DNF         |

### 400 m
| Platz | Athletin                | Land | Zeit (s)  |
| ----- | ----------------------- | ---- | --------- |
| 1     | Tiffany James           | JAM  | 51,32 WJL |
| 2     | Lynna Irby              | USA  | 51,31 PB  |
| 3     | Junelle Bromfield       | JAM  | 52,05     |
| 4     | Jessica Thornton        | AUS  | 52,05 PB  |
| 5     | Maureen Nyatichi Thomas | KEN  | 52,09 NJR |
| 6     | Roxana Gómez            | CUB  | 52,24 PB  |
| 7     | Natassha McDonald       | CAN  | 53,35     |
| 8     | Dschojs Koba            | UKR  | 53,74     |

### 800 m
| Platz | Athletin              | Land | Zeit (min) |
| ----- | --------------------- | ---- | ---------- |
| 1     | Samantha Watson       | USA  | 2:04,52    |
| 2     | Aaliyah Miller        | USA  | 2:05,06    |
| 3     | Tigist Ketema         | ETH  | 2:05,13    |
| 4     | Elise Vanderelst      | BEL  | 2:05,82    |
| 5     | Marta Yota            | BHR  | 2:06,04    |
| 6     | Victoria Tachinski    | CAN  | 2:06,11    |
| 7     | Betty Chepkemoi Sigei | KEN  | 2:06,27    |
| 8     | Mareen Kalis          | GER  | 2:06,32    |

### 1500 m
| Platz | Athletin              | Land | Zeit (min) |
| ----- | --------------------- | ---- | ---------- |
| 1     | Adanech Anbesa        | ETH  | 4:08,07    |
| 2     | Fantu Worku           | ETH  | 4:08,43    |
| 3     | Christina Aragon      | USA  | 4:08,71 PB |
| 4     | Winfred Nzisa Mbithe  | KEN  | 4:09,25 PB |
| 5     | Alexa Efraimson       | USA  | 4:10,23    |
| 6     | Beatha Nishimwe       | RWA  | 4:12,33    |
| 7     | Bobby Clay            | GBR  | 4:13,09    |
| 8     | Harriet Knowles-Jones | GBR  | 4:15,49 PB |

### 3000 m
| Platz | Athletin                | Land | Zeit (min)  |
| ----- | ----------------------- | ---- | ----------- |
| 1     | Beyenu Degefa           | ETH  | 8:41,76 CR  |
| 2     | Dalila Abdulkadir       | BHR  | 8:46,42 NJR |
| 3     | Konstanze Klosterhalfen | GER  | 8:46,74 NJR |
| 4     | Fotyen Tesfay           | ETH  | 8:47,46 PB  |
| 5     | Sandrafelis Chebet Tuei | KEN  | 8:55,77 PB  |
| 6     | Sheila Chelangat        | KEN  | 8:59,89 PB  |
| 7     | Katie Rainsberger       | USA  | 9:00,62 PB  |
| 8     | Nozomi Tanaka           | JPN  | 9:01,16 PB  |

### 5000 m
| Platz | Athletin                 | Land | Zeit (min)  |
| ----- | ------------------------ | ---- | ----------- |
| 1     | Kalkidan Fentie          | ETH  | 15:29,64 PB |
| 2     | Emmaculate Chepkirui     | KEN  | 15:31,12 PB |
| 3     | Bontu Rebitu             | BHR  | 15:31,93    |
| 4     | Mercyline Chelangat      | UGA  | 15:34,09 PB |
| 5     | Yitayish Mekonene        | ETH  | 15:34,37 PB |
| 6     | Catherine Syokau Mwanzau | KEN  | 15:37,79 PB |
| 7     | Dalila Abdulkadir        | BHR  | 15:38,56    |
| 8     | Rika Kaseda              | JPN  | 15:39,66 PB |

Alina Reh belegte mit neuem deutschen Rekord den 9. Platz in 15:41,62 Minuten

### 10.000 m Bahngehen
| Platz | Athletin          | Land | Zeit (min)   |
| ----- | ----------------- | ---- | ------------ |
| 1     | Ma Zhenxia        | CHN  | 45:18,45 WJL |
| 2     | Noemi Stella      | ITA  | 45:23,85 SB  |
| 3     | Yehualeye Beletew | ETH  | 45:33,69 AJR |
| 4     | Valeria Ortuño    | MEX  | 45:44,33 AJR |
| 5     | Jiang Shanshan    | CHN  | 45:51,27 PB  |
| 6     | Taika Nummi       | FIN  | 46:04,74     |
| 7     | Karla Jaramillo   | ECU  | 46:15,24 NJR |
| 8     | Yukiho Mizoguchi  | JPN  | 46:19,49 PB  |

### 100 m Hürden
| Platz | Athletin        | Land | Zeit (s)     |
| ----- | --------------- | ---- | ------------ |
| 1     | Elwira Herman   | BLR  | 12,85 CR AJR |
| 2     | Rushelle Burton | JAM  | 12,87 NJR    |
| 3     | Tia Jones       | USA  | 12,89        |
| 4     | Alexis Duncan   | USA  | 12,93 PB     |
| 5     | Tobi Amusan     | NGR  | 12,95        |
| 6     | Alicia Barrett  | GBR  | 13,15 PB     |
| 7     | Taylon Bieldt   | RSA  | 13,37        |
| 8     | Laura Valette   | FRA  | 13,42        |

### 400 m Hürden
| Platz | Athletin            | Land | Zeit (s) |
| ----- | ------------------- | ---- | -------- |
| 1     | Anna Cockrell       | USA  | 55,20 PB |
| 2     | Shannon Kalawan     | JAM  | 56,54    |
| 3     | Xahria Santiago     | CAN  | 56,90 SB |
| 4     | Eileen Demes        | GER  | 57,83    |
| 5     | Michaela Pešková    | SVK  | 58,17    |
| 6     | Aminat Yusuf Jamal  | BHR  | 58,23    |
| 7     | Tereza Vokálová     | CZE  | 59,08    |
| 8     | Mariam Abdul-Rashid | CAN  | 59,66    |

### 3000 m Hindernis
| Platz | Athletin                    | Land | Zeit (min)  |
| ----- | --------------------------- | ---- | ----------- |
| 1     | Celliphine Chepteek Chespol | KEN  | 9:25,15 CR  |
| 2     | Tigist Getent Mekonen       | BHR  | 9:34,08     |
| 3     | Agrie Belachew              | ETH  | 9:37,17 PB  |
| 4     | Betty Chepkemoi Kibet       | KEN  | 9:38,27 PB  |
| 5     | Anna Emilie Møller          | DEN  | 9:43,84     |
| 6     | Charlotte Prouse            | CAN  | 9:44,62 AJR |
| 7     | Peruth Chemutai             | UGA  | 9:49,29 NJR |
| 8     | Asimarech Naga              | ETH  | 9:55,14 PB  |

### 4 × 100 m Staffel
| Platz | Land               | Athletinnen                                                        | Zeit (s)    |
| ----- | ------------------ | ------------------------------------------------------------------ | ----------- |
| 1     | Vereinigte Staaten | Tia Jones Taylor Bennett Kaylor Harris Candace Hill                | 43,69 WU20L |
| 2     | Frankreich         | Tamara Murcia Cynthia Leduc Fanny Peltier Estelle Raffai           | 44,05       |
| 3     | Deutschland        | Katrin Fehm Keshia Kwadwo Eleni Frommann Chantal Butzek            | 44,18 SB    |
| 4     | Polen              | Klaudia Adamek Martyna Kotwiła Olga Pietrzak Ewa Swoboda           | 44,81       |
| 5     | Irland             | Molly Scott Sharlene Mawdsley Gina Akpe-Moses Ciara Neville        | 44,82 NJR   |
| 6     | Spanien            | Andrea Verdú Ane Petrirena Paula Sevilla Lara Gómez                | 44,99 NJR   |
| 7     | Australien         | Nana Owusu-Afriyie Maddie Coates Samantha Geddes Nicole Kay        | 45,15 SB    |
| 8     | Ecuador            | Marina Poroso Romina Cifuentes Katherine Chillambo Maribel Caicedo | 45,72 SB    |

### 4 × 400 m Staffel
| Platz | Land               | Athletinnen                                                           | Zeit (min)    |
| ----- | ------------------ | --------------------------------------------------------------------- | ------------- |
| 1     | Vereinigte Staaten | Lynna Irby Anna Cockrell Karrington Winters Samantha Watson           | 3:29,11 WU20L |
| 2     | Jamaika            | Shannon Kalawan Tiffany James Stacey-Ann Williams Junelle Bromfield   | 3:31,01 SB    |
| 3     | Kanada             | Xahria Santiago Ashlan Best Natassha McDonald Victoria Tachinski      | 3:32,25 NJR   |
| 4     | Deutschland        | Eileen Demes Hendrikje Richter Jana Reinert Hannah Mergenthaler       | 3:32,63 SB    |
| 5     | Ukraine            | Jana Katschur Anastassija Bryshina Darija Stawnytscha Dschojs Koba    | 3:33,95 NJR   |
| 6     | Polen              | Katarzyna Martyna Karolina Łozowska Natalia Weglarz Natalia Kaczmarek | 3:36,95 SB    |
| 7     | Tschechien         | Lada Vondrová Lucie Kruparová Jana Slaviková Zdenka Seidlová          | 3:37,33       |
| 8     | Italien            | Alice Mangione Rebecca Borga Alessia Tirnetta Eleonora Marchiando     | 3:42,53       |

### Hochsprung
| Platz | Athletin           | Land | Höhe (m) |
| ----- | ------------------ | ---- | -------- |
| 1     | Michaela Hrubá     | CZE  | 1,91     |
| 2     | Ximena Esquivel    | MEX  | 1,89     |
| 3     | Julija Lewtschenko | UKR  | 1,86     |
| 4     | Lada Pejchalová    | CZE  | 1,86     |
| 5     | Nicole Greene      | USA  | 1,83     |
| 5     | Mareike Max        | GER  | 1,83     |
| 7     | Salome Lang        | SUI  | 1,83     |
| 8     | Nawal Meniker      | FRA  | 1,83     |

### Stabhochsprung
| Platz | Athletin         | Land | Höhe (m) |
| ----- | ---------------- | ---- | -------- |
| 1     | Angelica Moser   | SUI  | 4,55 CR  |
| 2     | Robeilys Peinado | VEN  | 4,40     |
| 3     | Wilma Murto      | FIN  | 4,40     |
| 4     | Chen Qiaoling    | CHN  | 4,30 PB  |
| 5     | Carson Dingler   | USA  | 4,25 PB  |
| 6     | Li Chaoqun       | CHN  | 4,20 PB  |
| 7     | Lisa Gunnarsson  | SWE  | 4,10     |
| 7     | Thiziri Daci     | FRA  | 4,10     |
| 7     | Amálie Švábíková | CZE  | 4,10     |

### Weitsprung
| Platz | Athletin          | Land | Weite (m) |
| ----- | ----------------- | ---- | --------- |
| 1     | Yanis David       | FRA  | 6,42      |
| 2     | Sophie Weißenberg | GER  | 6,40      |
| 3     | Hilary Kpatcha    | FRA  | 6,33 PB   |
| 4     | Kaiza Karlén      | SWE  | 6,25      |
| 5     | Bria Matthews     | USA  | 6,24      |
| 6     | Anna Bühler       | GER  | 6,21      |
| 7     | Eszter Bajnok     | HUN  | 6,16      |
| 8     | Samiyah Samuels   | USA  | 6,08      |

### Dreisprung
| Platz | Athletin                 | Land | Weite (m) |
| ----- | ------------------------ | ---- | --------- |
| 1     | Chen Ting                | CHN  | 13,85 PB  |
| 2     | Konstadína Roméou        | GRE  | 13,55 PB  |
| 3     | Georgiana Iuliana Aniței | ROU  | 13,49 SB  |
| 4     | Bria Matthews            | USA  | 13,49     |
| 5     | Norka Moretic            | CHI  | 13,40 NJR |
| 6     | Xu Ting                  | CHN  | 13,23     |
| 7     | Alexandra Mihai          | ROU  | 13,21     |
| 8     | Marija Owtschinnikowa    | KAZ  | 13,17     |

### Kugelstoßen
| Platz | Athletin              | Land | Weite (m) |
| ----- | --------------------- | ---- | --------- |
| 1     | Alina Kenzel          | GER  | 17,58 WJL |
| 2     | Song Jiayuan          | CHN  | 16,36 PB  |
| 3     | Alyssa Wilson         | USA  | 16,33     |
| 4     | Sarah Schmidt         | GER  | 16,18     |
| 5     | María Fernanda Orozco | MEX  | 15,94     |
| 6     | Maja Ślepowrońska     | POL  | 15,75 PB  |
| 7     | Elena Bruckner        | USA  | 15,73     |
| 8     | Anna Niedbala         | POL  | 15,58     |

### Diskuswurf
| Platz | Athletin            | Land | Weite (m) |
| ----- | ------------------- | ---- | --------- |
| 1     | Kristina Rakočević  | MNE  | 56,36     |
| 2     | Kirsty Williams     | AUS  | 53,91 PB  |
| 3     | Alexandra Emilianov | MDA  | 53,08     |
| 4     | Serena Brown        | BAH  | 52,73 NJR |
| 5     | Kiana Phelps        | USA  | 52,60     |
| 6     | Ailén Armada        | ARG  | 52,53 PB  |
| 7     | Elena Bruckner      | USA  | 52,04     |
| 8     | Sun Kangping        | CHN  | 51,70     |

### Hammerwurf
| Platz | Athletin                | Land | Weite (m) |
| ----- | ----------------------- | ---- | --------- |
| 1     | Beatrice Nedberge Llano | NOR  | 64,33     |
| 2     | Alexandra Hulley        | AUS  | 63,47     |
| 3     | Suvi Koskinen           | FIN  | 62,49     |
| 4     | Krista Tervo            | FIN  | 62,25     |
| 5     | Mayra Gaviria           | COL  | 62,18 NJR |
| 6     | Kinga Lepkowska         | POL  | 60,86 PB  |
| 7     | Sara Fantini            | ITA  | 59,56     |
| 8     | Grete Ahlberg           | SWE  | 58,65     |

### Speerwurf
| Platz | Athletin            | Land | Weite (m) |
| ----- | ------------------- | ---- | --------- |
| 1     | Klaudia Maruszewska | POL  | 57,59 PB  |
| 2     | Jo-Ane van Dyk      | RSA  | 57,32 PB  |
| 3     | Eda Tuğsuz          | TUR  | 56,71     |
| 4     | Nikol Tabačková     | CZE  | 56,19 PB  |
| 5     | Chu Chang           | TPE  | 55,35 NJR |
| 6     | Mikako Yamashita    | JPN  | 54,89 SB  |
| 7     | Géraldine Ruckstuhl | SUI  | 53,38 PB  |
| 8     | Haruka Kitaguchi    | JPN  | 52,15     |

### Siebenkampf
| Platz | Athletin          | Land | Punkte   |
| ----- | ----------------- | ---- | -------- |
| 1     | Sarah Lagger      | AUT  | 5960 NJR |
| 2     | Adriana Rodríguez | CUB  | 5925 PB  |
| 3     | Hanne Maudens     | BEL  | 5881 PB  |
| 4     | Bianca Salming    | SWE  | 5840 PB  |
| 5     | Lovisa Östervall  | SWE  | 5723 PB  |
| 6     | Nina Schultz      | CAN  | 5639 PB  |
| 7     | Karin Strametz    | AUT  | 5579     |
| 8     | Emma Fitzgerald   | USA  | 5577 PB  |

## Abkürzungen
- WR = Weltrekord
- WU20R = U20-Weltrekord
- OR = olympischer Rekord
- YOR = olympischer Jugendrekord
- AR = Kontinentalrekord
- AU20R = U20-Kontinentalrekord
- NR = nationaler Rekord
- NU20R = nationaler U20-Rekord
- CR = Meisterschaftsrekord
- MR = Veranstaltungsrekord
- WB = Weltbestleistung
- WU20B = U20-Weltbestleistung
- WU18B = U18-Weltbestleistung
- AB = Kontinentalbestleistung
- AU20B = U20-Kontinentalbestleistung
- AU18B = U18-Kontinentalbestleistung
- NB = nationale Bestleistung
- NU20B = nationale U20-Bestleistung
- NU18B = nationale U18-Bestleistung
- PB = persönliche Bestleistung
- SB = persönliche Saisonbestleistung
- QB = Qualifikationsbestleistung
- WL = Weltjahresbestleistung
- WU20L = U20-Weltjahresbestleistung
- WU18L = U18-Weltjahresbestleistung
- DSQ = disqualifiziert (engl. Disqualified)
- DNS = Wettkampf nicht angetreten (engl. Did Not Start)
- DNF = Wettkampf nicht beendet (engl. Did Not Finish)

## Medaillenspiegel
| Medaillenspiegel | Medaillenspiegel         | Medaillenspiegel | Medaillenspiegel | Medaillenspiegel | Medaillenspiegel |
| Platz            | Land                     | Gold             | Silber           | Bronze           | Gesamt           |
| ---------------- | ------------------------ | ---------------- | ---------------- | ---------------- | ---------------- |
| 01               | Vereinigte Staaten       | 11               | 6                | 4                | 21               |
| 02               | Kenia                    | 5                | 2                | 2                | 9                |
| 03               | Äthiopien                | 4                | 2                | 4                | 10               |
| 04               | Kuba                     | 3                | 2                | 0                | 5                |
| 05               | Jamaika                  | 2                | 3                | 3                | 8                |
| 06               | Polen                    | 2                | 2                | 0                | 4                |
| 07               | Deutschland              | 2                | 1                | 3                | 6                |
| 08               | Volksrepublik China      | 2                | 1                | 0                | 3                |
| 09               | Katar                    | 2                | 0                | 1                | 3                |
| 10               | Bahrain                  | 1                | 2                | 1                | 4                |
| 11               | Frankreich               | 1                | 1                | 3                | 5                |
| 12               | Belarus                  | 1                | 1                | 1                | 3                |
| 13               | Österreich               | 1                | 0                | 0                | 2                |
|                  | Tschechien               | 1                | 0                | 0                | 2                |
|                  | Ungarn                   | 1                | 0                | 0                | 1                |
|                  | Ungarn                   | 1                | 0                | 0                | 1                |
|                  | Montenegro               | 1                | 0                | 0                | 1                |
|                  | Norwegen                 | 1                | 0                | 0                | 1                |
|                  | Schweiz                  | 1                | 0                | 0                | 1                |
| 21               | Australien               | 0                | 3                | 1                | 4                |
| 22               | Südafrika                | 0                | 3                | 0                | 3                |
| 23               | Eritrea                  | 0                | 2                | 0                | 2                |
|                  | Italien                  | 0                | 2                | 0                | 2                |
|                  | Griechenland             | 0                | 2                | 0                | 2                |
| 26               | Botswana                 | 0                | 1                | 1                | 2                |
|                  | Japan                    | 0                | 1                | 1                | 2                |
|                  | Rumänien                 | 0                | 1                | 1                | 2                |
|                  | Ukraine                  | 0                | 1                | 1                | 2                |
| 30               | Kolumbien                | 0                | 1                | 0                | 1                |
|                  | Dschibuti                | 0                | 1                | 0                | 1                |
|                  | Ecuador                  | 0                | 1                | 0                | 1                |
|                  | Mexiko                   | 0                | 1                | 0                | 1                |
|                  | Venezuela                | 0                | 1                | 0                | 1                |
| 35               | Finnland                 | 0                | 0                | 3                | 3                |
| 36               | Kanada                   | 0                | 0                | 2                | 2                |
|                  | Moldau                   | 0                | 0                | 2                | 2                |
| 38               | Barbados                 | 0                | 0                | 1                | 1                |
|                  | Belgien                  | 0                | 0                | 1                | 1                |
|                  | Estland                  | 0                | 0                | 1                | 1                |
|                  | Grenada                  | 0                | 0                | 1                | 1                |
|                  | Britische Jungferninseln | 0                | 0                | 1                | 1                |
|                  | Marokko                  | 0                | 0                | 1                | 1                |
|                  | Moldau                   | 0                | 0                | 1                | 1                |
|                  | Schweden                 | 0                | 0                | 1                | 1                |
|                  | Trinidad und Tobago      | 0                | 0                | 1                | 1                |
|                  | Uganda                   | 0                | 0                | 1                | 1                |
| Gesamt           | Gesamt                   | 44               | 44               | 44               | 132              |